# Tizguine
Tizguine  (in arabo تيزكين‎?) è un centro abitato e comune rurale del Marocco situato nella provincia di Al Haouz, regione di Marrakech-Safi. Conta una popolazione di 4 899 abitanti (censimento 2014).